# Robert von Schneider

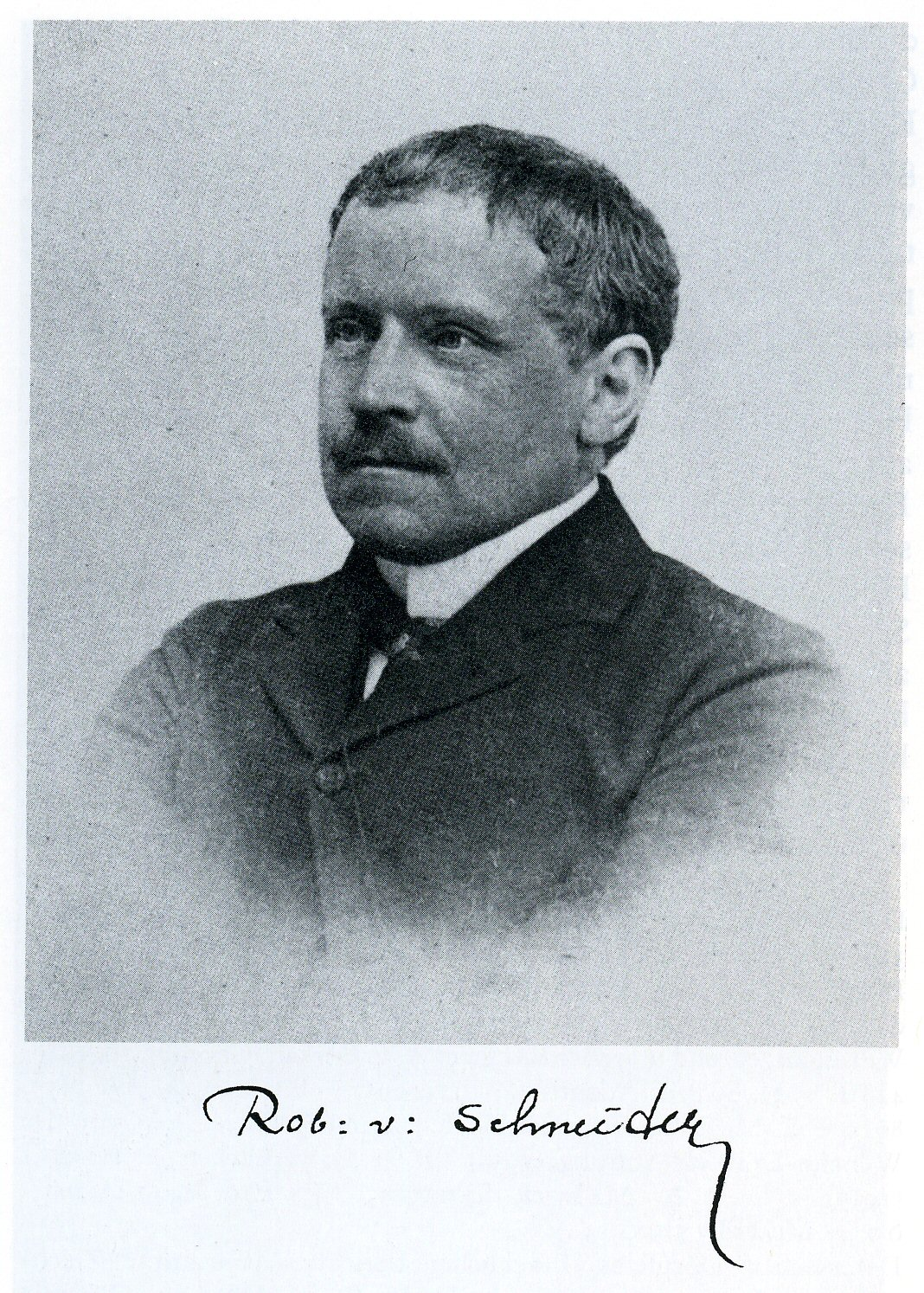
Porträt und Signatur Schneiders

Robert (von) Schneider (* 17. November 1854 in Wien; † 24. Oktober 1909 daselbst) war ein österreichischer Klassischer Archäologe, Professor und Direktor der Antikensammlung in Wien sowie von 1907 bis 1909 zweiter Direktor des Österreichischen Archäologischen Instituts.
Robert von Schneider kam als Sohn des k.k. Ministerialrats, Sanitätsreferenten und Chemikers Franz Schneider zur Welt. Unter dem Einfluss seines Vaters begann Schneider zunächst mit einem Studium der Medizin. Nach mehreren Semestern wechselte er 1874 zur Altertumswissenschaft an der Universität Wien, wo Alexander Conze sein Lehrer wurde. 1880 wurde er mit der Arbeit Die Geburt der Athena bei Otto Benndorf promoviert. Anschließend wurde er zunächst Kustosadjunkt, drei Jahre später Kustos und 1899 Direktor der Antikensammlung des 1891 eröffneten Kunsthistorischen Hofmuseums in Wien. 1882 war er an der Verbringung des Heroons von Trysa aus Gjölbaschi nach Wien beteiligt, obwohl er nie einen persönlich-warmen Bezug zu den Reliefs des Bauwerkes herstellen konnte. Seit Mitte der 1890er Jahre sah sich Schneider mit immer größeren Problemen durch die zunehmende Zahl von Antiken konfrontiert. 1895 begannen die österreichischen Ausgrabungen in Ephesos und schon 1896 trafen als Geschenk des Sultans an Franz Joseph I. erste Stücke in Wien ein. In kurzer Zeit folgten immer mehr Stücke, darunter eine größere Zahl von Skulpturen, aber auch tonnenschwere Reliefblöcke des „Partherdenkmals“. Das Kunstmuseum konnte eine so große Zahl neuer Stücke nicht aufnehmen. Schneider ließ deshalb 1901 als Notlösung im Theseustempel im Wiener Volksgarten und seit 1905 zusätzlich im Unteren Belvedere eine Ausstellung von Fundstücken aus Ephesos einrichten. In zwei kleinen Katalogen stellte er die Stücke zudem zusammen. Auf Drängen Benndorfs habilitierte sich Schneider 1894 und wurde im Jahr darauf außerordentlicher Professor, 1898 ordentlicher Professor. Seine Vorlesungen hielt er zumeist im Museum ab. 1898 wurde er Vizedirektor des nur wenig zuvor gegründeten Österreichischen Archäologischen Instituts, nach Benndorfs Tod 1907 wurde er Direktor.
Schneider gelang es als Kustos und Direktor der Wiener Antikensammlung, diese in angemessener Form im neuen musealen Prunkbau zu präsentieren, was vor allem bei vermeintlich weniger prunkvollen Stücken und Exponaten der Kleinkunst nicht immer leichtfiel. Die Balance aus wissenschaftlichem Erschließen der archäologischen Artefakte und deren Präsentation für eine breitere Öffentlichkeit war eines der Hauptanliegen Schneiders. Dabei war nicht das Erarbeiten von Katalogen eine seiner Stärken, sondern die Präsentation herausragender Einzelstücke, die er in einem größeren Zusammenhang einzuordnen wusste. Hierfür gibt seine als Schneiders Hauptwerk geltende Schrift Album auserlesener Gegenstände der Antiken-Sammlung des Allerhöchsten Kaiserhauses beredtes Zeugnis. Dabei nutzte er eine klare und sachliche aber dennoch gepflegte Sprache, die noch heute vielfach als vorbildlich angesehen wird. Schneider war in seiner Arbeit Die Erzstatue vom Helenenberge (1893) der erste Wissenschaftler, der die heute als Jüngling vom Magdalensberg bekannte Statue angemessen würdigte. Sein wissenschaftlich-literarisches Werk ist wegen der intensiven Beschäftigung mit den Fundstücken aus Kleinasien, der musealen Tätigkeit, diverser zusätzlicher Verpflichtungen als Professor und ÖAI-Funktionär und des frühen Todes nicht sehr umfangreich. Auch die Beschäftigung mit den römischen Hinterlassenschaften auf dem Gebiet Österreichs, die Schneider schon seit frühester Jugend in den Bann zog, musste deshalb zu kurz kommen, wiewohl es ein Teil der Wiener archäologischen Schule und auch Bestrebung Schneiders selbst war. Er verstarb im Alter von nur 54 Jahren. Ludwig Curtius beschrieb ihn in seinen Lebenserinnerungen als kleinen, zierlich gebauten Mann von aristokratisch gepflegtem Äußeren, als in sich ruhende Persönlichkeit voller liebenswürdiger und hilfreicher Güte für andere und ganz im Dienst des Schönen stehend, das er in der Antike fand. Schneider war darüber hinaus vielseitig gebildet und den „schönen Künsten“ zugetan.

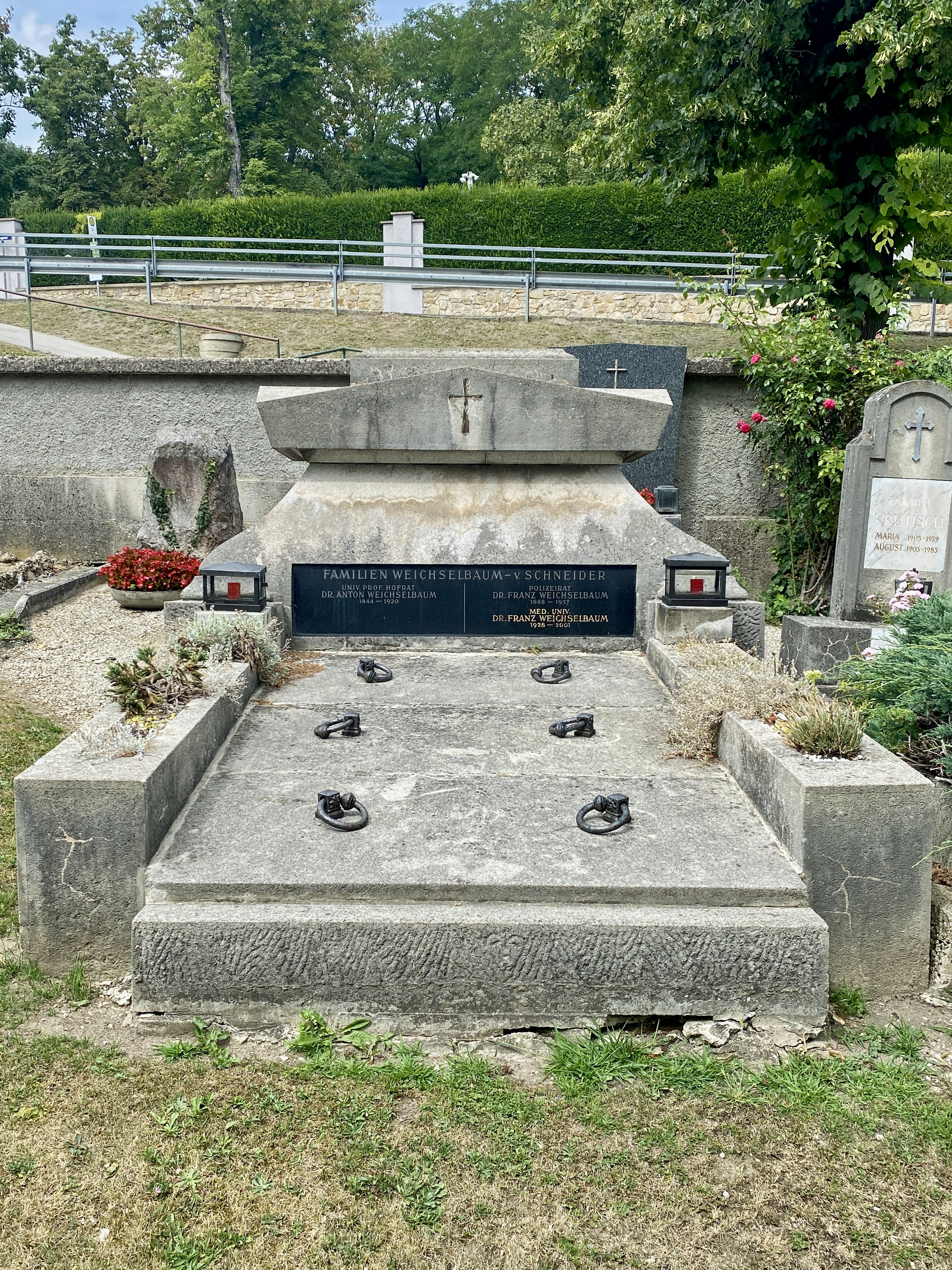
Grab von Robert von Schneider

Robert von Schneider war seit 1889 ordentliches Mitglied des Deutschen Archäologischen Instituts. 1908 wurde er als korrespondierendes Mitglied in die Preußische Akademie der Wissenschaften aufgenommen. Er wurde auf dem Weidlinger Friedhof bei Wien bestattet.

## Schriften
- Die Geburt der Athena. Ein Beitrag zur Wiederherstellung der oestlichen Giebelgruppe des Parthenon. Gerold, Wien 1880. (Digitalisat)
- Die Erzstatue vom Helenenberge,. Holzhausen, Wien 1893. (Digitalisat)
- Album auserlesener Gegenstände der Antiken-Sammlung des Allerhöchsten Kaiserhauses. Gerold, Wien 1895. (Digitalisat)

## Belege
1. ↑  Ludwig Curtius: Deutsche und antike Welt. Lebenserinnerungen, Stuttgart 1950, S. 291
2. ↑  Mitglieder der Vorgängerakademien. Robert Ritter von Schneider. Berlin-Brandenburgische Akademie der Wissenschaften, abgerufen am 13. Juni 2015.
3. ↑  Friedhofsbuch der Pfarre Weidling. (PDF) Pfarre Weidling, 25. Dezember 2018, archiviert vom Original am 22. März 2020; abgerufen am 26. Juli 2024.

| Personendaten    | Personendaten                           |
| ---------------- | --------------------------------------- |
| NAME             | Schneider, Robert von                   |
| ALTERNATIVNAMEN  | Schneider, Robert                       |
| KURZBESCHREIBUNG | österreichischer Klassischer Archäologe |
| GEBURTSDATUM     | 17. November 1854                       |
| GEBURTSORT       | Wien                                    |
| STERBEDATUM      | 24. Oktober 1909                        |
| STERBEORT        | Wien                                    |